# Gym Class Heroes
Gym Class Heroes (GCH) byla americká rap rocková skupina, která vznikla v roce 1997, kdy se zpěvák Travis "Schleprok" McCoy setkal s Mattem McGinleyem. Většího úspěchu se dočkali až v roce 2006. Ke skupině se připojili kytarista Disashi Lumumba-Kasongo a baskytarista Eric Roberts. Podepsali smlouvu se společností Decaydance Records, u níž pak vydali své debutové album As Cruel as School Children. Krátce po vydání desky se singl Cupid's Chokehold (v klipu se objevila i tehdy ještě neznámá Katy Perry) dostal na čtvrtou příčku v Billboard Hot 100, a Clothes Off!! obsadilo pátou pozici v UK Singles Chart. Na obou skladbách se podílel také Patrick Stump z Fall Out Boy, později produkoval jejich album The Quilt (2008).

## Počátky skupiny
Travis, Matt, Milo Bonacci a Ryan Geise se seznámili na střední škole. Začínali jako garážová skupina, hráli spíš sobě pro radost. Pak začali vystupovat na školních večírcích, narozeninových párty a menších festivalech. V roce 2003 se objevila skvělá příležitost jak zazářit na festivalu extrémních sportů Wrapped Tour. Skupina zaujala a objevila se i na dalším ročníku. V letech 2004 a 2005 došlo k personálním změnám, Mila Bonnaciho a Ryana Geise nahradili Eric Roberts a Disashi Lumumba-Kasongo.
GCH jsou držiteli ceny MTV The Best New Artist 2006.

## Členové skupiny

### Současní členové
- Travie McCoy - zpěv (1997–2013, 2018–2019, 2023–současnost)

### Bývalí členové
- Ryan Geise - baskytara (1997–2005)
- Milo Bonacci - kytara, zpěv (1997–2004)
- Steve Decker – sampler (1997–2003)
- Jason Amsel – kytara (2000–2001)
- Eric Roberts - baskytara, zpěv (2005–2013, 2018)
- Matt McGinley - bicí (1997–2013, 2018–2019)
- Disashi Lumumba-Kasongo - kytara, zpěv (2004–2013, 2018–2019)
- Ralfy Valencia – baskytara (2018–2019)

## Diskografie
- ...For the Kids (2001)
- The Papercut Chronicles (2005)
- As Cruel as School Children (2006)
- The Quilt (2008)
- The Papercut Chronicles II (2011)